# Família Astrid
A família Astrid é uma pequena família de asteroides localizados no cinturão principal. A família foi nomeada devido ao primeiro asteroide que foi classificado neste grupo, o 1128 Astrid. Aparentemente, esta família foi formada a partir de uma forma mais compacta sob o efeito de Yarkovsky.

## Os maiores membros desta família
| Nome          | Diâmetro | Semieixo maior | Inclinação orbital | Excentricidade orbital | Ano da descoberta |
| ------------- | -------- | -------------- | ------------------ | ---------------------- | ----------------- |
| 1128 Astrid   | 34,69 km | 2,790 UA       | 1,016 °            | 0,044                  | 1929              |
| 2169 Taiwan   | 16,81 km | 2,788 UA       | 1,529 °            | 0,049                  | 1964              |
| 2852 Declercq | ?        | 2,786 UA       | 1,702 °            | 0,085                  | 1981              |